# Karl Marx-orde
De Karl Marx-orde (Duits: Karl-Marx-Orden) was van 30 april 1953 tot het opheffen van die staat in 1989, de hoogste onderscheiding van de Duitse Democratische Republiek. In 1953 werd de 70e sterfdag van Karl Marx, een grondlegger van de filosofie van het socialisme en communisme waarop de regering van de DDR zich oriënteerde, herdacht.
Het is een zogenaamde socialistische orde met een enkele graad. De dragers zijn geen ridders.
Men verleende de orde aan personen en aan organisaties of kranten voor bijzondere verdiensten voor kunst, cultuur, wetenschap, economie en "bijdragen aan een immerdurend onafhankelijk en vredelievend Duitsland".
Het kleinood is een kleine gouden ster met vijf rood geëmailleerde punten. In het midden is Marx in reliëf afgebeeld op een gouden medaillon. De ster is op een gouden krans van eikenbladeren gelegd.
Het lint is naar Russisch voorbeeld vijfhoekig geplooid en rood. Op de rode baton werd een gouden eikenblad bevestigd.
Men verleende de orde aan Duitsers en vreemdelingen op voordracht van de voorzitter van de Staatsraad.
Aan de orde was de titel "Held van de Duitse Democratische Republiek" en een geldsom van 20.000 mark verbonden. Anders dan de versierselen van de andere eretekens van de DDR volgde deze orde de neergang van de Oost-Duitse economie niet. Tot 1990 bleven de versierselen van geëmailleerd goud.

## Onderscheiden personen
- 1953: Otto Grotewohl, Hermann Matern, Wilhelm Pieck, Wilhelm Zaisser
- 1961: Alfred Kurella
- 1962: Franz Dahlem, Herbert Warnke, Otto Winzer
- 1963: Willy Rumpf, Karl Maron, Joeri Gagarin
- 1965: Paul Fröhlich
- 1967: Karl Mewis, Wilhelm Kling
- 1968: Roman Chwalek, Kurt Seibt, Max Burghardt
- 1969: Lotte Ulbricht, Erich Honecker, Jürgen Kuczynski, Hermann Matern, Albert Norden, Willi Stoph, Paul Verner,
- 1970: Heinz Hoffmann, Erich Mückenberger, Erwin Kramer, Bruno Apitz, Harry Tisch, Otto Braun, Max Burghardt
- 1972: Klaus Gysi, Kurt Hager, Max Fechner, Erich Honecker, Max Spangenberg
- 1973: Ernst Albert Altenkirch, Friedrich Dickel, Ernst Goldenbaum, Erich Mielke, Fred Oelßner

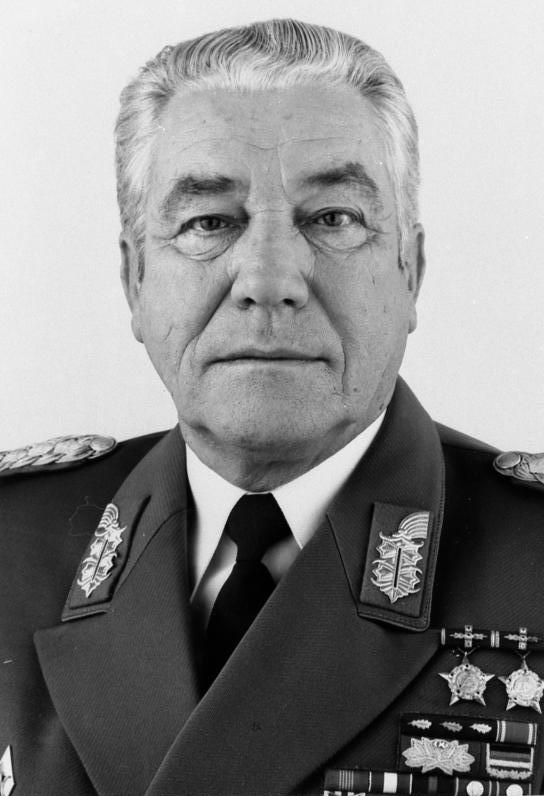
Heinz Hoffmann in 1982 met drie batons van de Karl Marx-Orde

- 1974: Alexander Schalck-Golodkowski, Willi Stoph, Markus Wolf, Walter Arnold, Jurij Brězan, Fritz Cremer
- 1975: Horst Sindermann, Paul Wandel
- 1976: Luise Ermisch, Wolfgang Junker, Günter Mittag, Werner Walde, Ernst Scholz, Paul Verner
- 1977: Hilde Benjamin, Kurt Hager, Erich Honecker, Margot Honecker, Erich Mielke, Josip Broz Tito
- 1978: Werner Felfe, Hans Modrow, Joachim Herrmann, Elli Schmidt, Werner Krolikowski, Konrad Naumann
- 1979: Horst Dohlus, Johannes Chemnitzer, Gerhard Grüneberg, Heinz Keßler, Peter Edel, Klaus Fuchs
- 1980: Heinz Hoffmann, Alfred Lemmnitz, Siegfried Lorenz
- 1981: Erwin Geschonneck, Peter Florin, Albert Norden, Paul Gerhard Schürer
- 1982: Alexander Schalck-Golodkowski, Kurt Hager, Erich Honecker, Erich Mielke, Paul Scholz
- 1983: Lotte Ulbricht, Gerhard Beil, Friedrich Dickel, Egon Krenz, Oskar Fischer, Theo Balden
- 1984: Alfred Neumann, Willi Stoph, Zesde vloot van de Volksmarine
- 1985: Horst Dohlus, Friedrich Dickel, Heinz Hoffmann, Erich Honecker, Bruno Lietz, Erich Mückenberger
- 1986: Heinrich Adameck, Günter Mittag, Gisela Glende
- 1987: Hilde Benjamin, Margot Honecker, Werner Jarowinsky, Erich Mielke, Markus Wolf
- 1988: Manfred Gerlach, Joachim Herrmann, Kurt Seibt, Nicolae Ceauşescu
- 1989: Günter Schabowski, Willi Stoph, Günther Wyschofsky, Herbert Weiz

Banier van de Arbeid  ·
Blücher-orde ·
Held van de Arbeid ·
Held van de Duitse Democratische Republiek ·
Karl Marx-orde ·
Militaire Orde van Verdienste van de Duitse Democratische Republiek ·
Orde van Verdienste van het Ministerie voor Staatsveiligheid ·
Scharnhorst-orde · 
Stauffenberg-orde ·
Ster der Volkerenvriendschap ·
Strijdorde voor Verdienste voor Volk en Vaderland ·
Vaderlandse Orde van Verdienste
Zie ook: Ridderorden in de DDR